# Vision of Love
Singles de Mariah Carey
Love Takes Time
(1990)
Vision of Love est une chanson de l'artiste américaine Mariah Carey. Elle est le premier single de la chanteuse et apparaît sur son premier album. Écrite par Carey et Ben Margulies, Vision of Love sort le 15 mai 1990 sous le label Columbia Records. Après avoir présenté la chanson à Columbia, celle-ci est produite par Rhett Lawrence et Narada Michael Walden. Vision of Love a un tempo lent, Carey elle-même en choriste et introduit sa voix de sifflet. La chanson parle d'une relation amoureuse. Carey décrit la « vision de l'amour » qu'elle aimerait connaître et aussi celle qu'elle a envers son amoureux.
Le clip est filmé en avril 1990. Il montre Carey dans une grande cathédrale où elle médite et chante devant un grand vitrail. Elle interprète Vision of Love lors de plusieurs émissions télévisées et cérémonies comme The Oprah Winfrey Show, The Arsenio Hall Show et la 33e cérémonie des Grammy Awards. Elle est présente dans toutes les tournées de Carey, sur l'EP MTV Unplugged (1992) et sur la plupart de ses compilations, Number 1's (1998), Greatest Hits (2001) et The Ballads (2009).
Vision of Love a été saluée par les critiques musicaux. Elle est créditée pour avoir popularisé le mélisme dans la musique moderne et pour avoir influencé d'autres artistes dans leurs carrières. The New Yorker nomme Vision of Love comme « la Magna Carta du mélisme » pour l'influence de Carey sur les chanteurs pop-R'n'B et les candidats d'American Idol. De plus, Rolling Stone déclare que « les notes voltigeantes qui décorent des chansons comme Vision of Love ont inspiré toute la gamme d'American Idol, pour le meilleur et pour le pire, et pratiquement toutes les autres chanteuses R'n'B des années 1990 ». La chanson est numéro un au Canada, en Nouvelle-Zélande et aux États-Unis où elle reste quatre semaines.

## Genèse et enregistrement
Tout au long de l'année 1986, Carey écrit de la musique alors qu'elle est à l'université. Après avoir composé une chanson avec son ami Gavin Christopher, Carey rencontre un jeune auteur, Ben Margulies. Après être devenus amis, le duo passe du temps dans le studio de son père, écrivent et composent de nouvelles chansons. Ensemble, ils produisent Here We Go Around Again. S'il s'agit de leur première composition, Carey ne l'a jamais enregistrée à cause de la signature de son contrat avec Columbia. À la fin de l'année, ils ont composé sept chansons ; parmi lesquelles une version inachevée de Vision of Love. Lors d'une interview avec Fred Bronson, Carey explique sa rencontre avec Margulies :

« Nous avions besoin de quelqu'un pour jouer les claviers sur une chanson que j'avais faite avec Gavin Christopher. On a appelé quelqu'un et il n'est jamais venu, nous sommes tombés par accident sur Ben. Ben est venu à la session et il ne savait pas vraiment jouer aux claviers–il est batteur–mais après ça, nous avons progressé et nous sommes devenus auteurs. »

Après avoir rencontré Brenda K. Starr puis Tommy Mottola, le futur dirigeant de Sony Music Entertainment, la chanson est ré-enregistrée dans un vrai studio avec deux producteurs. Carey s'envole ensuite pour Los Angeles afin de retrouver Rhett Lawrence, l'un des producteurs. Après avoir entendu la première version de la chanson, Lawrence pense qu'elle a « un mélange des années 50 ». Carey accepte de modifier la chanson tandis que Lawrence modernise son tempo. Vision of Love est enregistrée au Skyline Studio à New York avec Lawrence aux claviers, Margulies à la batterie, Marcus Miller à la basse, Ren Klyce à la programmation de la batterie et Jimmy Ripp à la guitare. Lawrence prend la voix de Carey de la première démo et l'utilise comme chœur pour la version finale. Après avoir ajouté une instrumentation différente, Lawrence et Narada Michael Walden produisent Vision of Love.

## Structure musicale
Vision of Love est une chanson d'amour influencée par la pop et le R&B. Elle présente des chœurs durant le pont et l'usage du mélisme et de la voix de sifflet. Chris Nickson décrit la chanson et la voix :

« [Vision of Love] est l'introduction parfaite à sa voix. Avec un tempo dance lent idéal, elle swingue, et ses propres chœurs lui répondent. Lors du dernier refrain, sa voix volent vers des notes élevées avant que les instruments s'arrêtent, laissant Mariah finir la chanson en beauté. »

Selon la partition publiée par Sony ATV/Music Publishing, Vision of Love a une mesure commune en 4/4 et est composée dans la tonalité de Do majeur. La gamme vocale de Carey s'étend des notes Mi2 à Do6. Les paroles et la mélodie ont été écrites par Carey, Margulies, Miller, Klyce et Rip. Lawrence et Walden produisent la chanson en la modifiant fortement par rapport à la démo originale. Michael Slezak d'Entertainment Weekly commente l'instrumentation et la voix : « Depuis cette ouverture de synthés de science-fiction à cette note de sifflet, le premier single de Mariah est inspiré : Même si la folk n'est pas d'accord que les excès de sa marque de fabrique soient bouleversées pour trouver des défauts à cet enthousiasme, cette chanson gospel a trouvé « le seul dont j'avais besoin » ».

## Paroles
Les paroles de la chanson ont suscité de nombreuses interprétations parmi les critiques. Nombreux sont ceux qui ont noté une relation entre Carey et Dieu tandis que d'autres en indiquent une avec un petit ami. Carey a approuvé les deux tout en déclarant qu'elle a fait une connexion avec son enfance et les obstacles. Michael Slezak écrit : « Même s'il n'est pas clairement dit qu'elle célébrait un amour profane ou une relation avec le pouvoir divin, cette ballade exubérante est une expérience presque religieuse ». Lors d'une interview avec Ebony datant de 1991, Carey parle des paroles et du succès :

« En parlant des paroles : « Prayed through the nights/Felt so alone/Suffered from alienation/Carried the weight on my own/Had to be strong/So I believed/And now I know I've succeeded/In finding the place I conceived ». Juste parce que vous êtes jeune ne signifie pas que vous n'avez pas eu une vie difficile. Cela a été difficile pour moi, contourner des obstacles, progresser par moi-même et sur moi-même, mes parents ont divorcé. Et je me suis toujours sentie différente des autres dans mon quartier. J'étais une personne différente sur le plan ethnique. Et parfois il peut y avoir des problèmes. Si vous regardez comment les gens se comportent, « les filles blanches », et que je devrais être pareil, non, ce n'est pas ce que je suis. »

Selon Nickson, Carey choisit d'exprimer ses sentiments les plus intimes dans ses chansons plutôt que de déprimer tout au long des épreuves de la vie. « Vous devez vraiment vous recentrer et prendre votre courage à deux mains et dire : « Je suis fier de ce que je suis et qui je suis, et je dois juste être moi-même » ».

## Accueil

### Critique
Vision of Love a été saluée par les critiques musicaux pour les paroles, le chant, et l'utilisation du mélisme. Lors d'une critique de l'album en 2005, Entertainment Weekly trouve la chanson « inspirée » et complimente l'utilisation de la voix de sifflet dans la chanson. En 2006, Sasha Frere-Jones de The New Yorker considère la chanson comme la « Magna Carta du mélisme » pour l'influence de Carey envers les candidats d'American Idol. De plus, Rolling Stone dit que « les notes virevoltantes de la chanson qui décorent les chansons comme Vision of Love a inspiré toute la gamme d'American Idol, pour le meilleur et pour le pire, et presque toutes les autres chanteuses R'n'B pop ». Rich Juzwiak de Slant Magazine écrit : « Je pense que Vision of Love est une vision des futurs American Idol ». Lors d'une autre critique, il écrit : « La deuxième moitié de Vision of Love (qui commence par le pont) est une série de crescendos si intenses qu'une autre Mariah devrait interposer pour suivre l'élan ». De plus, il commente l'usage de la voix de sifflet dans la chanson : « Puis vient la voix de sifflet. Et puis il y a ce dernier refrain qui représente plus qu'une piste sensationnel. Si vous pensez qu'il n'y a pas de points culminants, elle vous prouve le contraire avec son dénouement, la façon dont le dernier mot, « be », part en chute dans un « mm hmm hmm » ». Bill Lamb d'About.com dit que « Vision of Love est l'une des meilleures chansons que Mariah a enregistré durant sa carrière [...] C'est simplement l'une des meilleures entrées d'artiste jamais eu parmi les artistes pop ».

### Récompenses et postérité
| |  |  |
| Vision of Love influença plusieurs artistes dans les années 1990. Christina Aguilera (gauche) et Beyoncé (droite) ont considéré la chanson comme l'une de leurs principales motivations pour poursuivre une carrière. |  |  |

Lors de la 33e cérémonie des Grammy Awards, le 20 février 1991, Vision of Love est nommée dans les catégories « Disque de l'année », « Chanson de l'année » et « Meilleure performance vocale pop féminine » et gagne la troisième nomination. Elle reçoit un Soul Train Music Award dans la catégorie « Meilleur single R&B/Soul, féminin » et est élue chanson de l'année lors des BMI Pop Awards. Devon Powers de PopMatters déclare lors de la sortie de Greatest Hits que « le Greatest Hits de Mariah bouge chronologiquement lors d'une carrière remarquable, débutant avec Vision of Love, le single de 1990 qui introduit la chanson dans une gloire instantanée. Encore après tant d'années et tant de chansons, elle est de loin parmi son meilleur, si ce n'est pas le meilleur—un simple testament des tuyaux invraisemblables qui lui donnent une place permanente dans la culture pop ». Powers ajoute que « Depuis ses premiers instants, la chanson exige d'être légendaire—ce qui est lent car la voix gospel de Mariah chantonne avec confiance, pompeusement ».
VH1 nomme Vision of Love la quatorzième meilleure chanson des années 1990. About.com la place à la quatrième place du top 10 des tubes de l'année 1990 et à la 28e du top 100 de la décennie. Entertainment Weekly l'inclut dans les « 10 plus grandes chansons karaoké » et dit : « Vous ne pouvez pas faire cette chanson. Sérieusement. S'attaquer à cela ressemblerait à un challenge drôle, mais trois minutes, cinq octaves, dont une note de 10 secondes, vous réaliserez que vous ne pouvez pas conquérir Vision of Love. Vision of Love vous a conquis ». Elysa Gardner de USA Today choisit Vision of Love comme l'une des pistes les plus intrigantes en disant qu'elle est toujours la meilleure chanson de Mariah. T. Field découvre que Vision of Love est l'une des chansons qui ont des effets physiologiques et biochimiques sur les adolescentes déprimées. La chanteuse R'n'B Beyoncé dit qu'elle a commencé à exercer sa voix lorsqu'elle a écouté Vision of Love pour la première fois. Similairement, Christina Aguilera cite la chanson et Carey comme l'une de ses plus grandes influences. Lors d'une interview sur ses premiers concerts, Aguilera dit : « J'ai totalement admiré Mariah depuis que Vision of Love est arrivée ».

### Commercial
Aux États-Unis, Vision of Love entre à la 73e place du Billboard Hot 100 le 2 juin 1990 et est numéro un neuf semaines plus tard. La chanson reste numéro un pendant quatre semaines et est à la sixième position du classement annuel. Elle est aussi numéro un dans le Hot R&B/Hip-Hop Songs pendant deux semaines et dans le Hot Adult Contemporary Tracks pendant trois semaines,. En août 1990, la Recording Industry Association of America (RIAA) la certifie disque d'or pour la vente de 500 000 exemplaires. Au Canada, Vision of Love entre à la 75e place du classement RPM le 7 juillet 1990. Au bout de huit semaines, elle est numéro un et reste dans le hit-parade pendant 17 semaines. Vision of Love arrive en huitième position du classement annuel de 1990. Vision of Love entre à la 45e place du hit-parade australien le 12 août 1990. Elle arrive en neuvième position et passe quinze semaines dans le classement. L'Australian Recording Industry Association (ARIA) certifie la chanson disque d'or pour la vente de 35 000 exemplaires.
Aux Pays-Bas, la chanson entre à la 99e place le 14 juillet. Elle reste dans le classement pendant 17 semaines dont deux à la huitième position. Vision of Love entre dans le classement français à la 39e position le 11 novembre 1990. Elle arrive en 25e position et passe quatorze semaines dans le classement. En Irlande, la chanson atteint la dixième place et passe six semaines dans le hit-parade. Vision of Love est numéro un en Nouvelle-Zélande et passe deux semaines à cette position. Après être restée 24 semaines dans le hit-parade, elle est certifiée disque d'or par la Recording Industry Association of New Zealand (RIANZ) pour la vente de 7 500 unités,. Au Royaume-Uni, la chanson entre à la 74e place du UK Singles Chart le 4 août 1990. Vision of Love atteint la neuvième place au bout de sept semaines et passe un total de douze semaines dans le classement. Selon MTV, elle s'y serait vendue à 170 000 exemplaires.

## Clip

### Développement
Après avoir terminé son album, Sony demande à Bojan Bazelli de réaliser le clip de la chanson. Après avoir filmé une première version, les dirigeants des labels pensent qu'il n'arrive pas à la hauteur de la qualité de la musique. Ils abandonnent la première version et en refilment une autre, changeant le scénario, les paysages et les images. Après avoir accompli ces deux vidéos, un employé de Sony parle de Carey à la presse en disant que « le traitement de faveur le contrarie ». Il dit qu'ils ont traité Carey différemment comme ils ne l'auraient jamais fait avec un autre artiste, et ils la voient comme leur priorité. Il dit aussi que Carey est la cause du deuxième tournage, « ils ont envoyé 200 000 $ pour la vidéo et Mariah ne l'a pas aimé. Aucun problème ». Un autre employé estime que les deux vidéos ont coûté 450 000 $. Don Ienner dément ces propos en disant que ce sont « des conneries » mais il admet : « Si nous avons mis du temps et fait des efforts avec Mariah, sur chaque point, nous lui avons donné une bonne image. Si cela coûte quelques dollars pour faire une touche dans son image, vous êtes devant et le faites ».

### Synopsis
La vidéo prend place dans une sorte de grande cathédrale, avec de grands escaliers de chaque côté. Tout au long de la vidéo, les paysages changent plusieurs fois d'un jour nuageux à ensoleillé jusqu'à un coucher de soleil. Ces changements de temps sont visibles à travers une fenêtre dans la cathédrale. La vidéo commence avec Carey, les cheveux bouclés, portant une veste noire moulante. Elle s'assoit sur la rebord de la fenêtre et regarde les différentes couleurs du ciel. Alors que la vidéo continue, elle est rejointe par un petit chien noir qui l'accompagne lorsqu'elle réfléchit dans la cage d'escalier. Après le second couplet, on voit un grand micro au centre et Carey chante et se tient près du rebord. Les dernières scènes montrent Carey qui regarde la prairie souriante. Selon Chris Nickson, lorsque Carey est près de la fenêtre, il est « évident » qu'elle prie Dieu et se connecte à son créateur. Il pense qu'à part les paroles sur le courage et la prière, les moments de méditation dans la vidéo se tiennent « main dans la main ».

## Interprétations scéniques

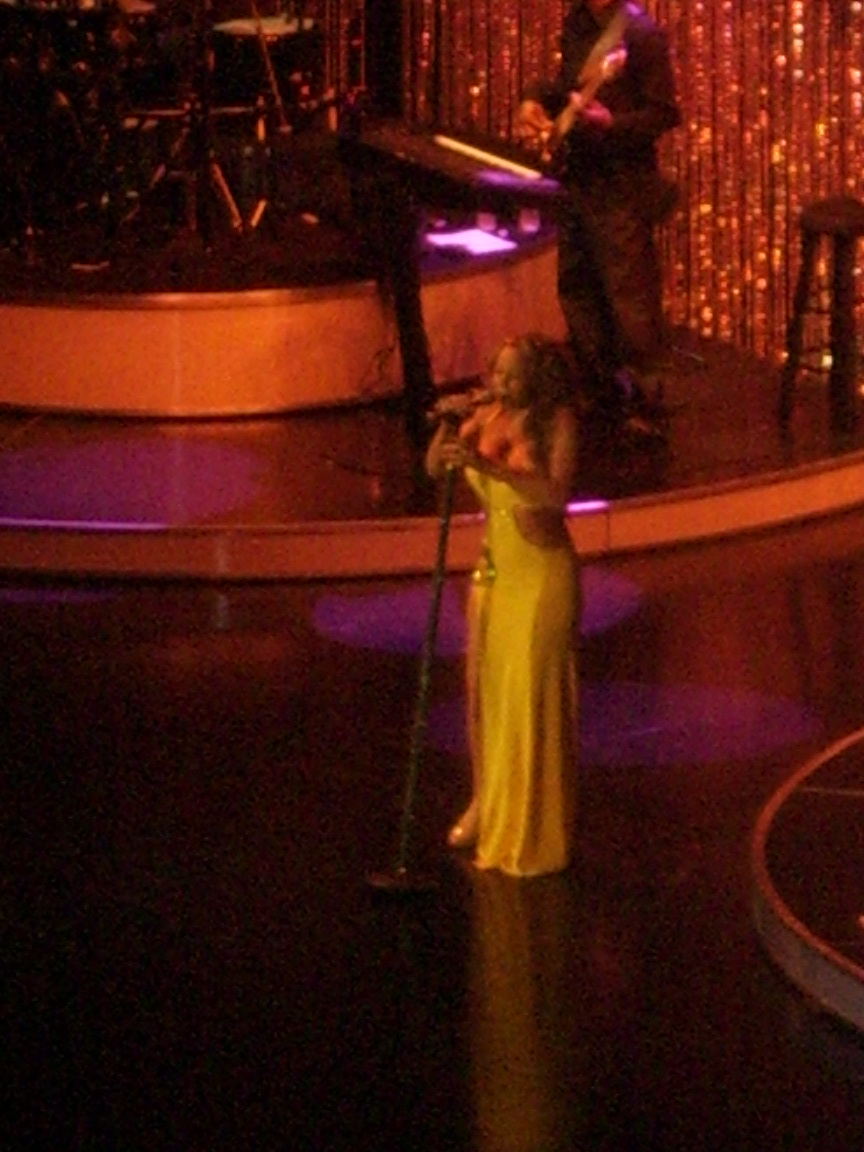
Carey interprétant Vision of Love lors de The Adventures of Mimi Tour.

En tant que premier single, Carey interprète Vision of Love lors de plusieurs cérémonies et émissions télévisées, aux États-Unis et en Europe. La première interprétation de la chanson remonte à The Arsenio Hall Show, où elle est rejointe par Billie T. Scott Ensemble, un trio de choristes. De plus, elle la reprend lors du émission au TATU Club de New York où elle reprend Don't Play That Song (You Lied) de Ben E. King. Carey apparaît dans Good Morning America en septembre 1990 où elle interprète la chanson. Dans les mois qui suivent, elle chante cette chanson à The Tonight Show Starring Johnny Carson, The Oprah Winfrey Show et la 33e cérémonie des Grammy Awards. En Europe, Carey interprète Vision of Love à Wogan au Royaume-Uni ainsi qu'à Le Monde Est À Vous en France. En juillet 1993, Carey enregistre un concert au Proctor's Theatre avec Vision of Love. Elle sort en vidéo Here Is Mariah Carey en décembre 1993. De plus, elle est la quatrième chanson de la programmation de Blueprint en juillet 2005.
Carey interprète Vision of Love dans la plupart de ses tournées. Elle l'interprète pour la première fois dans le Music Box Tour, sa première tournée aux États-Unis. Pour l'interprétation, Carey porte une veste noire, un pantalon et des bottes en cuir. Elle a les cheveux bouclés et est accompagnée par Trey Lorenz, Melonie Daniels et Kelly Price. Lors de son Daydream World Tour en 1996, Carey inclut encore la chanson dans la programmation. Durant les concerts au Tokyo Dome, Carey porte une robe de soirée noire et a les ceveux redressés par un bandeau. Pour la partie européenne, Carey porte une longue robe de soirée blanche et est rejointe par plusieurs choristes. Carey inclut également la chanson dans le Butterfly World Tour où elle est accompagnée du même trio de choristes. Pour les concerts, elle porte une minijupe beige avec des cheveux longs et oondulés dorés. De plus, elle porte un pull-over à manches longues couleur crème avec des chaussures à talon assorties. Vision of Love fait partie du Rainbow World Tour en 2000 et du Charmbracelet World Tour: An Intimate Evening with Mariah Carey en 2002-2003,. Durant The Adventures of Mimi Tour en 2006, Carey interprète la chanson lors de certains concerts. Elle porte une robe de cocktail jaune et des chaussures Christian Louboutin. Une fois de plus, Lorenz apparaît sur scène mais avec deux autres choristes, MaryAnn et Sherry Tatum.

## Versions
| Vinyle 33 tours 1. Vision of Love 2. Prisoner/All in Your Mind/Someday Vinyle 33 tours R.U. 1. Vision of Love 2. Sent from Up Above | CD maxi-single R.U. 1. Vision of Love 2. Sent from Up Above 3. Prisoner/All in Your Mind/Someday |

## Crédits
Crédits issus de l'album Mariah Carey.
- Écriture – Mariah Carey, Ben Margulies
- Production – Rhett Lawrence, Narada Michael Walden
- Instruments et programmation – Rhett Lawrence, Jimmy Ripp
- Enregistrement – Rhett Lawrence
- Ingénieur audio – Narada Michael Walden
- Chœurs – Mariah Carey
- Programmation – Ben Margulies, Marcus Miller, Ren Klyce
- Mixage – Rhett Lawrence, Narada Michael Walden

## Classements et certifications
| Pays                                               | Position | Certification |
| -------------------------------------------------- | -------- | ------------- |
| Allemagne                                          | 17       | –             |
| Australie                                          | 9        | Or            |
| Belgique                                           | 11       | –             |
| Canada                                             | 1        | –             |
| France                                             | 25       | –             |
| Irlande                                            | 10       | –             |
| Nouvelle-Zélande                                   | 1        | Or            |
| Pays-Bas                                           | 8        | –             |
| Royaume-Uni                                        | 9        | –             |
| Suède                                              | 17       | –             |
| Suisse                                             | 24       | –             |
| États-Unis Billboard Hot 100                       | 1        | Or            |
| États-Unis Billboard Hot Adult Contemporary Tracks | 1        | Or            |
| États-Unis Billboard Hot R&B/Hip-Hop Songs         | 1        | Or            |

| Pays                                         | Position | Année | Période   |
| -------------------------------------------- | -------- | ----- | --------- |
| Canada                                       | 8        | 1990  | 1989-1990 |
| Pays-Bas                                     | 72       | 1990  | 1989-1990 |
| États-Unis                                   | 6        | 1990  | 1989-1990 |
| États-Unis Top Pop Adult Contemporary Tracks | 5        | 1990  | 1989-1990 |

| Pays       | Position | Année | Période   |
| ---------- | -------- | ----- | --------- |
| États-Unis | 91       | 1999  | 1990-1999 |